# Madia
Madia là một chi thực vật có hoa trong họ Cúc (Asteraceae).

## Loài
Chi Madia gồm các loài: